# Sveg
Sveg is een dorp in het midden van Zweden. Het is de hoofdplaats van de gemeente Härjedalen en het gelijknamige landschap. Het ligt 180 km ten zuiden van de stad Östersund en 100 km van de Noorse grens. Het heeft 2633 inwoners (2005) en een oppervlakte van 287 hectare. Alle diensten voor de omgeving moeten uit dit dorp komen.
Sveg is gebouwd op een al in de 13e eeuw bekende vergaderplaats van de toenmalige bevolking aan het meer Svegssjön. Ook de rivier Ljusnan stroomt door het dorp. De gemeentecamping ligt aan deze rivier, maar wel op rotsbodem. In de rivier kan vanwege de sterke stroming met moeite gezwommen worden.

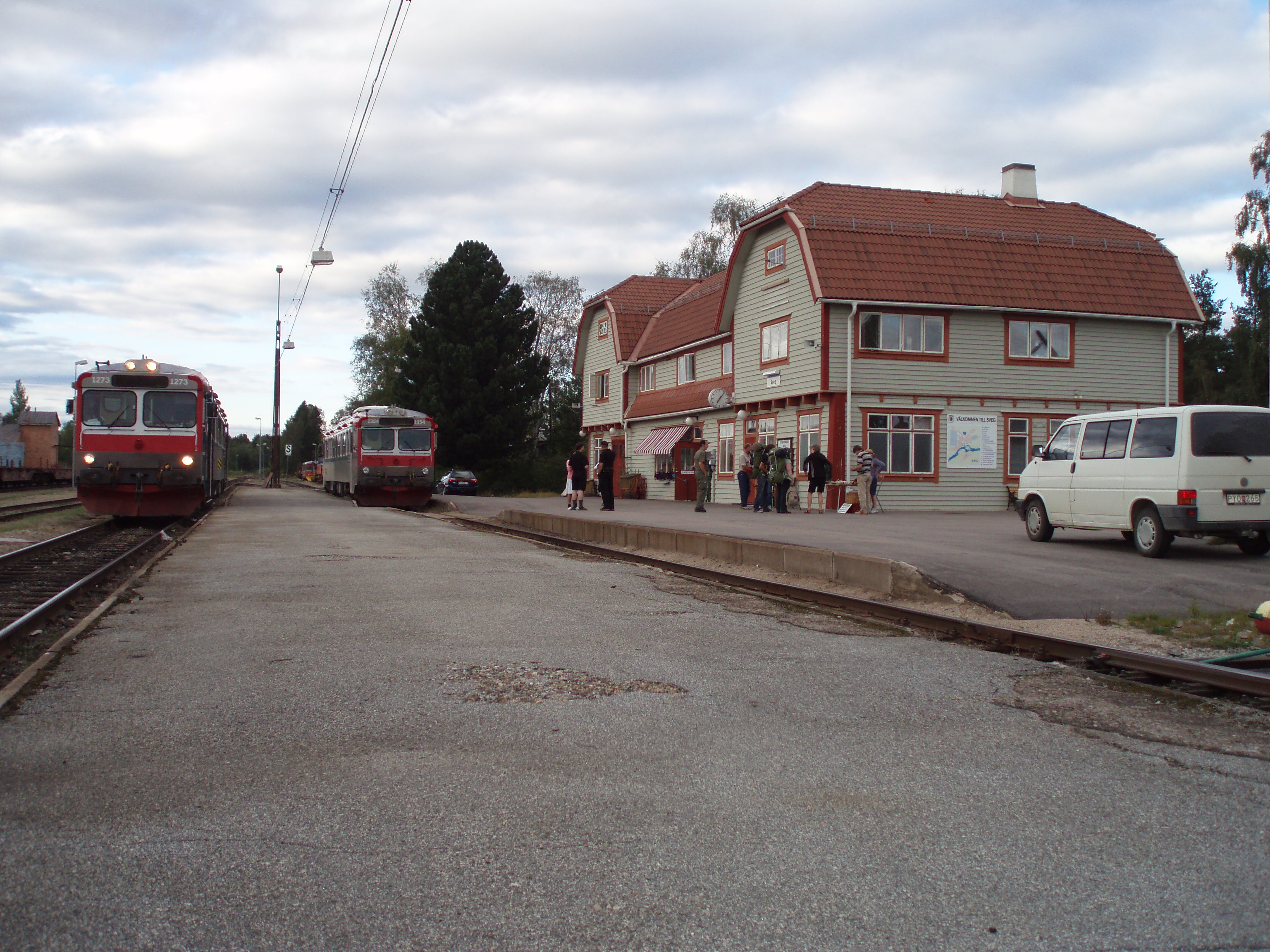
Spoorstation, oorspronkelijk voor de lijn Orsa-Herjeådalens Järnväg

Begin 20e eeuw ontwikkelde het dorp zich steeds meer als knooppunt van houttransport in de regio. Met de komst van allerlei privéspoorlijnen kreeg Sveg een naar plaatselijke begrippen groot spoorstation. Nu doet alleen nog de toeristische lijn Inlandsbanan in de zomer de plaats aan.
De bekende Zweedse schrijver Henning Mankell is in dit dorp opgegroeid.

## Toerisme
Sveg trekt in de zomer veel toeristen die in de omliggende bergen wandelen, en in de winter veel wintersporters. De plaats ligt zo'n 50 km van een van de drukste wintersportgebieden van Zweden, het gebied rond Vemdalen en Klövsjö. Een speciale attractie is een brug ten zuiden van Sveg. Vanwege de kosten is de spoorlijn op het midden op de verkeersbrug geplaatst, die nauwelijks twee auto's breed is. Met name tweewielers moeten zorgen niet in het 'spoor' terecht te komen.

## Verkeer en vervoer
Bij de plaats lopen de E45 en Riksväg 84.
De plaats heeft een station aan de spoorlijn Gällivare - Kristinehamn.

## Geboren
- Margaretha Sigfridsson (1976), curlingspeelster
- Ida Ingemarsdotter (1985), langlaufster

## Overleden
- Gunder Bengtsson (1946-2019), Zweeds voetbaltrainer